# Castiglione delle Stiviere

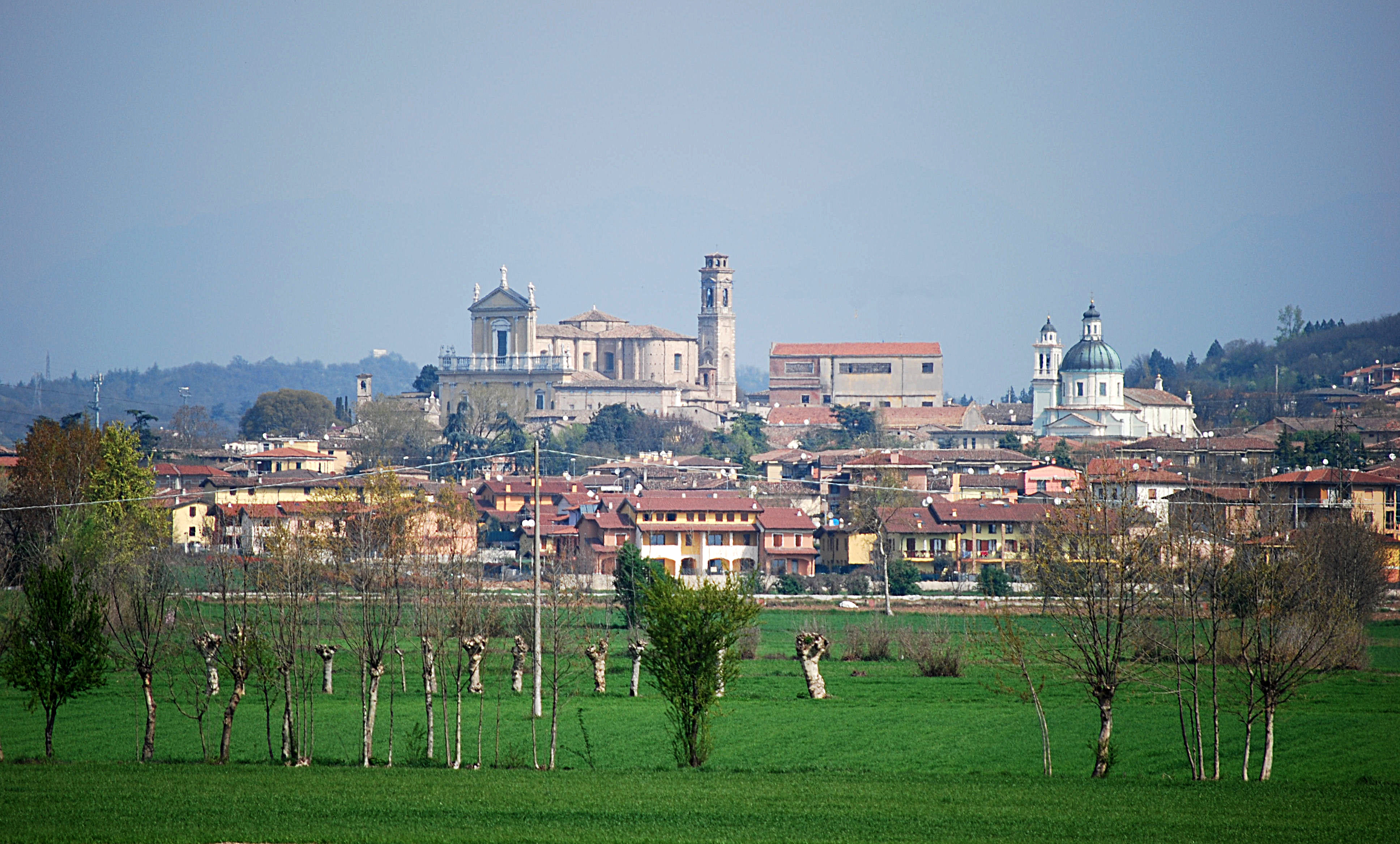

Castiglione delle Stiviere là một đô thị và cộng đồng (comune) ở tỉnh Mantova trong vùng Lombardia nước Ý.
Đô thị Acireale có diện tích ki lô mét vuông, dân số thời điểm năm 2005 là 20.296 người.
Đô thị này có các đơn vị dân cư (frazioni) sau:
Các đô thị giáp ranh: 